# Acanthephyra eximia
Acanthephyra eximia is een garnalensoort uit de familie van de Acanthephyridae. De wetenschappelijke naam van de soort is voor het eerst geldig gepubliceerd in 1884 door Smith.